# جهان خانملو (أنجيرلو)
جهان خانملو (بالفارسية: جهان‌خانملو) هي قرية تقع في إيران في أردبيل. يقدر عدد سكانها بـ 180 نسمة بحسب إحصاء 2016.